# Анастас Новев
Анастас Георгиев Новев е български фотограф, деец на Вътрешната македоно-одринска революционна организация.

## Биография
Анастас Новев по произход е от кюстендилското село Коняво, тогава в Османската империя. В София се образова като фотограф, след което отваря ателие в кюстендилската махала Студена, където и живее. Роднинска връзка го свързва с ръководителя на кюстендилския пограничен пункт на ВМОРО между 1902 и 1905 година Марко Секулички, чрез който Анастас Новев получава възможност да фотографира пристигащите и заминаващите революционни чети от и във вътрешността на Македония. Основно фотографиите са правени в местността Сенокос край Жилинци и в махалата Студена в периода 1902-1908 година. Освен него, Иван Хаджиколев от Сопот също фотографира чети на ВМОРО в Кюстендил.
Голяма част от фотографиите се пазят в архива на РИМ Кюстендил, а историкът Ангел Джонев издава албума „ВМОРО 1902 – 1907 – Чети и личности в Кюстендилско“ с 93 снимки на Анастас Новев през 2003 година.

## Снимки на Новев
- Милан Делчев, Стефан Мандалов и неизвестен, 1901 г.
- Сватбата на Григор и Веса Костадинови, 1879 г.
- Фотография на Ноевев
- Четата на Стефан Николов
- Фирма на ателието на Новев